# Boodithittu, Chamarajanagar
Boodithittu là một làng thuộc tehsil Chamarajanagar, huyện Chamarajanagar, bang Karnataka, Ấn Độ.